# 달콤한 후세
《달콤한 후세》(영어: The Sweet Hereafter)는 1997년 개봉한 캐나다의 드라마 영화이다. 애텀 이고이언이 감독과 각본을 맡았으며, 러셀 뱅크스의 동명 소설이 영화의 원작이다.
1997년 제50회 칸 영화제 그랑프리 수상작이며, 1997년 제18회 지니상에서 작품상을 포함해 7개 부문을 수상하였다. 토론토 국제 영화제에서 2004년과 2015년에 평론가 선정 “역대 최고의 캐나다 영화 10선” 중 한 작품으로 뽑혔다.

## 출연진
- 이언 홈
- 세라 폴리
- 브루스 그린우드
- 톰 매캐머스
- 앨버타 왓슨
- 아르시네 한지안
- 개브리엘 로즈
- 모리 체이킨
- 데이비드 헴블런
- 얼 패스트코
- 피터 도널드슨
- 브룩 존슨
- 스테퍼니 모건스턴
- 마크 도나토
- 마이클 대나

## 기타 제작진
- 라인 제작: 샌드라 커닝엄
- 협력 제작: 데이비드 웨브
- 미술: 필립 바커
- 의상: 베스 패스터낵